# Ferdinand de Rohan
Ferdinand-Maximilien-Mériadec de Rohan-Guéménée (Paris, 7 de novembro de 1738 - Paris, 31 de outubro de 1813), foi arcebispo de Bordeaux a partir de 1769 e príncipe-arcebispo de Cambrai a partir de 1781. Foi capelão da imperatriz Joséphine de Beauharnais e serviu como prior e médico da Sorbonne e reitor da igreja de Estrasburgo
Mériadec era filho de Hercule Meriadec de Rohan, príncipe de Guéméné e Louise-Gabrielle Julie de Rohan; irmão do cardeal de Rohan e Jules, príncipe de Guéméné. Durante anos foi amante de Carlota Stuart, filha de Carlos Eduardo Stuart, príncipe e pretendente jacobita ao trono britânico. Ferdinand – relacionado por sangue à casa de Stuart, bem como às de Bourbon e Lorraine – jamais se casou com ela, tendo em vista seu pertencimento à Igreja Católica. Juntos, tiveram três filhos: duas filhas, Marie Victoire e Carlota, e um filho, Carlos Eduardo. Seus filhos foram mantidos em segredo e permaneceram em grande parte desconhecidos até o século XX.